# Vasiľ Biľak
Vasiľ Biľak (født 11. august 1917 i Bátorhegy, Komitat Sáros, Ungarn, Østrig-Ungarn (i dag: Krajná Bystrá, Slovakiet); død 6. februar 2014 i Bratislava) var tjekkeslovakisk eller slovakisk kommunistisk politiker af rutensk afstamning. Fra januar til august 1968 var han leder af det slovakiske kommunistparti.

## Levnedsløb
Vasiľ Biľak arbejdede oprindeligt som snedker. Fra 1955 til 1968 og fra 1969 til 1971 var han medlem af det slovakiske kommunistpartis centralkomite (ÚV KSS). Fra 1962 til 1968 var han partisekretær og fra januar til august 1968 var han generalsekretær for ÚV KSS. Fra april 1968 til december 1988 var Biľak medlem af præsidiet for centralkomiteen i det tjekkoslovakiske kommunistparti (ÚV KSČ). Fra november 1968 til december 1988 var han sekretær for ÚV KSČ og havde afgørende indflydelse på udenrigspolitik og ideologi. Endelig var Biľak fra 1960 til 1989 medlem af det tjekkoslovakiske parlament.
I skæbneåret 1968 tilhørte han den konservative fløj af KSČ og han var blandt dem, der undertegnede ”anmodningsbrevet“, hvor man krævede en sovjetisk indgriben. Han støttede den såkaldte ”normalisering” ud fra konservative, dvs. neostalinistiske holdninger. I december 1989 blev han udstødt af KSČ. Biľak døde som 96-årig den 6. februar 2014 i Bratislava.